# 傑連基
49°27′54″N 25°9′49″E / 49.46500°N 25.16361°E
傑連基（烏克蘭語：Геленки）是位於烏克蘭西部特諾皮爾州裏特諾皮爾區的村莊，始建於1740年，面積0.18平方公里，2001年人口567，人口密度每平方公里3,185.4人。